# Nebyval'ščina
Nebyval'ščina (Небывальщина) è un film del 1983 diretto da Sergej Ovčarov.

## Trama
Il film è basato sulla storia Divers di V. Shishkov, leggende russe, canzoni, racconti e canzoncine, e racconta il lento Neznam, l'inventore del villaggio Bobyl' e il coraggioso Soldato.